# Kuruvalli, Siruguppa
Kuruvalli là một làng thuộc tehsil Siruguppa, huyện Bellary, bang Karnataka, Ấn Độ.